# عملة ربع الحرية الواقفة
ربع دولار الحرية الواقف هو عملة معدنية بقيمة 25 سنتًا سكتها دار سك العملة الأمريكية من عام 1916 إلى عام 1930. وقد نجحت هذه العملة في الحصول على ربع دولار من عملة باربر التي سكت منذ عام 1892. تتميز هذه العملة المعدنية بصورة إلهة الحرية على أحد وجهيها ونسر يطير على الوجه الآخر وقد صممها النحات الأمريكي هيرمون أتكينز ماكنيل.
كما بدأ مدير دار سك العملة روبرت دبليو وولي في اتخاذ خطوات لاستبدال عملات العشرة سنتات والربع دولار والنصف دولار التي تحمل علامة باربر حيث كان يعتقد خطأ أن القانون يتطلب تصميمات جديدة في عام 1915. وقدم ماكنيل تصميماً عسكرياً أظهر ليبرتي في حالة تأهب ضد الهجمات. تطلبت دار سك العملة تعديلات على التصميم الأولي وتضمن الإصدار المنقح الذي قام به ماكنيل الدلافين لتمثيل المحيطات. وأجرى مسؤولو دار سك العملة تغييرات كبيرة على التصميم دون استشارة ماكنيل في أواخر عام 1916. فاشتكى النحات من التغييرات بعد استلام الإصدار الجديد في يناير 1917. وحصلت دار سك العملة على تشريع خاص يسمح لماكنيل بإعادة تصميم العملة المعدنية كما يرغب. حيث كان أحد التغييرات التي أجراها النحات هو إضافة ثوب الجوشن ليغطي صدر ليبرتي الذي كان عاري سابقاً.
عند التداول تآكل تاريخ العملة بسرعة وقام النقاشون في دار سك العملة بتعديل التصميم في عام 1925 لمعالجة هذه المشكلة. وتوقفوا عن سك ربع العملة المعدنية ستاندينغ ليبرتي في عام 1931 وهو العام الذي لم تسك فيه أي ربع عملة معدنية. وبموجب قانون صادر عن الكونجرس قاموا بتقديم ربع واشنطن الذي يحمل صورة الرئيس الأول في عام 1932 للاحتفال بالذكرى المئوية الثانية لميلاده.

## بداية
ثم أقر الكونجرس الأمريكي في 26 سبتمبر 1890 قانونًا ينص على:
يحق لمدير دار سك العملة بموافقة وزير الخزانة إعداد واعتماد تصاميم جديدة... ولكن لا يجوز إجراء أي تغيير في تصميم أو قالب أي عملة أكثر من مرة واحدة كل خمسة وعشرين عامًا من تاريخ اعتماد التصميم لأول مرة... ولكن يحق لمدير دار سك العملة مع ذلك بموافقة وزير الخزانة، الاستعانة مؤقتًا بخدمات فنان واحد أو أكثر متميزين في أقسامهم الفنية، والذين يتقاضون أجرًا مقابل هذه الخدمة من المخصصات الطارئة لدار سك العملة في فيلادلفيا.

قدمت عملة باربر في عام 1892 عملات العشرة سنتات وربع الدولار ونصف الدولار بتصميمات مماثلة من قبل كبير النقاشين في دار سك العملة تشارلز إي. باربر. وأثارت عملة باربر بعد إصدارها استياءً عامًا كبيرًا. بدءًا من عام 1905 حاولت الإدارات الرئاسية المتعاقبة جلب تصميمات حديثة وجميلة لعملات الولايات المتحدة. بعد إعادة تصميم النسر المزدوج والنسر ونصف النسر وربع النسر في عامي 1907 و1908، فضلاً عن إعادة تصميم عملات السنت والنيكل في عامي 1909 و1913 على التوالي، ثم بدأ دعاة استبدال عملات باربر في الضغط من أجل التغيير عندما انتهت المدة الدنيا للعملات في عام 1916. في وقت مبكر من عام 1914 قدم فيكتور ديفيد برينر -مصمم عملة لينكولن سنت- تصميمات غير مرغوب فيها للعملات الفضية. وقيل له رداً على ذلك أن وزير الخزانة ويليام جي ماكادو كان مشغولًا تمامًا بأمور أخرى.
ظهرت مقابلة مع آدم م. جويس المشرف على دار سك العملة في فيلادلفيا في صحيفة "ميشيغان للتصنيع والسجل المالي" في 2 يناير 1915:
على حد علمي... لا توجد نية لإصدار عملات معدنية جديدة من فئات 50 سنتًا و25 سنتًا و10 سنتات. ومع ذلك إذا طُرح أي تغيير نأمل جميعًا أن تُنتج عملات معدنية أكثر فائدة ورضا من عملات نسر سانت جودانز المزدوج والنسر الحديثة ونصف وربع نسر برات. كما أن نيكل الجاموس وبنس لينكولن معيبة أيضًا من الناحية العملية. وكل ذلك نتج عن رغبة الحكومة في سك العملات بما يرضي الفنانين وليس الصاغة العمليين.

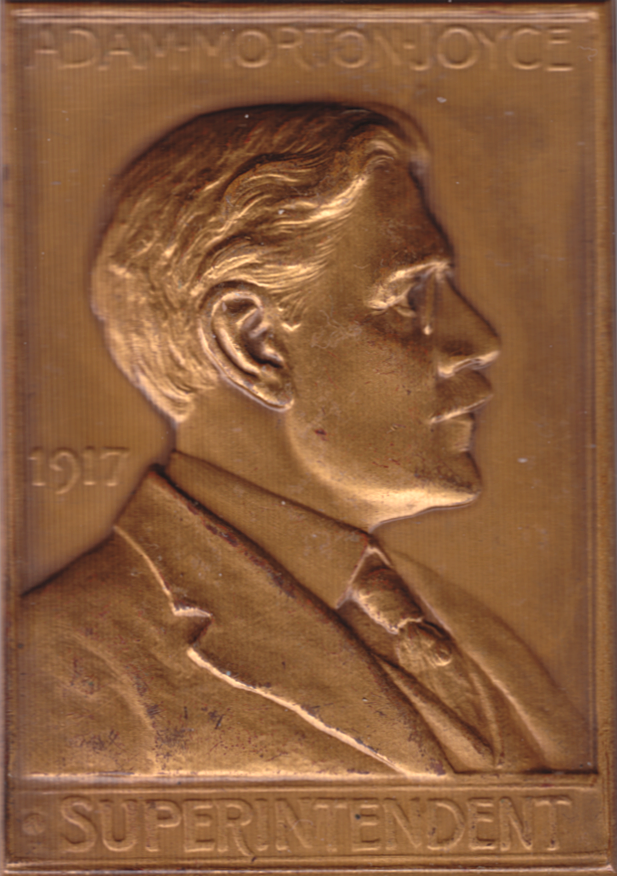
أدان آدم م. جويس المشرف على دار سك العملة في فيلادلفيا عملة لينكولن وغيرها من العملات الجديدة معتقدًا أنها كانت سيئة للغاية. لوحة من تصميم جورج تي مورجان.

في يناير 1915 أرسل مساعد وزير الخزانة ويليام ب. مالبورن مذكرة إلى ماكادو بشأن العملات الفضية الفرعية مشيرًا إلى أن "العملات الفضية الحالية من فئة نصف الدولار وربع الدولار والعشرة سنتات قد خضعت للتغيير عام 1892، وعلى هذا قد يُعتمد تصميم جديد عام 1916. ويمكن القيام بذلك في أي وقت من السنة." ورداً على ذلك كتب ماكادو في المذكرة: "فلتُقدّم دار السك تصاميمها قبل أن نجرب أي تصميم آخر."
في أبريل 1915 تولى روبرت دبليو وولي منصب مدير دار سك العملة. وفي 14 أبريل تحديداً طلب من المشرف جويس أن يطلب من كبير النقاشين باربر الذي كان في ذلك الوقت في عامه السادس والثلاثين  في المنصب لإعداد تصاميم جديدة. وفي اليوم نفسه طلب مالبورن رأي محامي وزارة الخزانة بشأن وجهة نظر الدار القائلة بإمكانية إصدار تصاميم جديدة للفئات الثلاث في عام 1916. وفي 17 أبريل رد مكتب المحامي بأن دار سك العملة يمكنها تغيير التصميمات. في ذلك الوقت كانت دار سك العملة مشغولة بشدة بإنتاج إصدار العملة التذكارية لبنما والمحيط الهادئ ولم يُتخذ أي إجراء فوري. في أكتوبر استدعي باربر إلى واشنطن لمناقشة تصميمات العملات مع وولي مع أنه من غير المؤكد ما إذا كان قد أعد بالفعل رسومات للعملات الجديدة أم لا.
في 3 ديسمبر التقى وولي مع لجنة الفنون الجميلة. وطلب وولي من اللجنة الاطلاع على الرسومات التي أنتجها قسم النقش التابع للدار. وكان باربر حاضراً لشرح عملية سك العملة لأعضاء اللجنة. واقترح وولي على الأعضاء أنه إذا لم يعجبهم عمل دار السك فيجب عليهم اختيار نحاتين لتقديم تصميمات للقطع الجديدة. وكان هدف وولي هو الحصول على تصميمات مميزة للعملات المعدنية من فئة العشرة سنتات والربع والنصف دولار - في السابق كانت القطع الثلاث متطابقة تقريبًا. أبلغ المدير اللجنة أنه بما أن العملة المعدنية الحالية كانت قيد الاستخدام لمدة 25 عامًا فيجب تغييرها - وهو ما أطلق عليه المؤرخ النقدي ديفيد لانج "سوء تفسير لقوانين العملة".
لم تعجب اللجنة الرسومات الصادرة عن دار سك العملة (التي قدمها باربر) واختارت النحاتين أدولف وينمان وهيرمون ماكنيل وألبين بولاسيك لتقديم مقترحات بشأن العملات الجديدة. حيث يمكن للنحاتين تقديم رسومات متعددة. مع أن دار سك العملة كان بإمكانها أن تقرر استخدام تصميم على فئة لم يقصدها نحاتها إلا أن التصميمين لم يكونا قابلين للتبادل بدرجة كاملة. فبموجب القانون كان لابد أن يظهر النسر على ظهر ربع دولار ونصف دولار ولكن لا يمكن أن يظهر على العملة المعدنية من فئة العشرة سنتات. كان وولي يأمل أن ينجح كل نحات بقطعة واحدة.

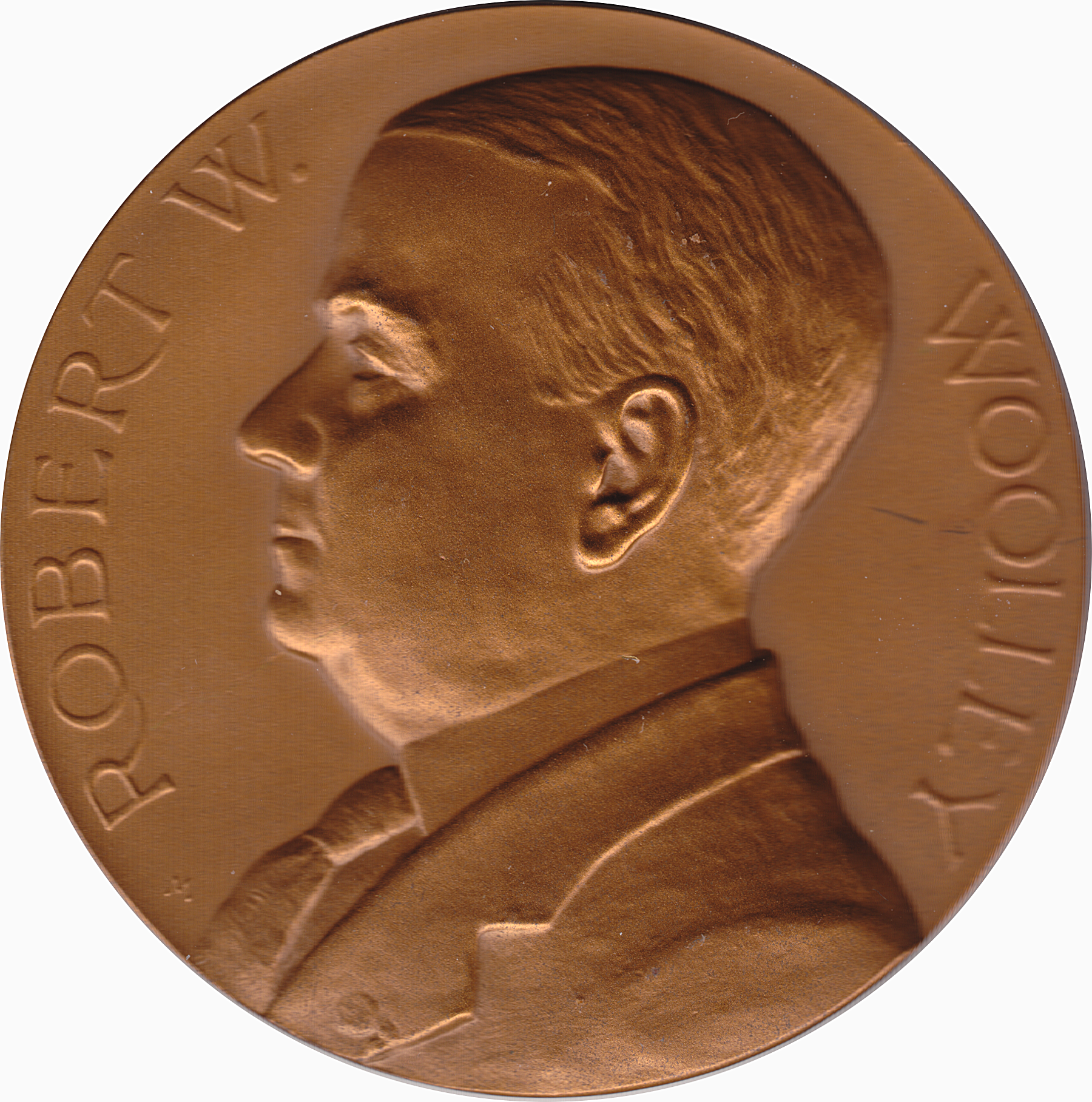
دعا مدير دار سك العملة روبرت دبليو وولي (الذي يظهر على ميدالية دار سك العملة الخاصة به والتي صممها النقاش المساعد جورج تي مورجان) إلى إنهاء عملات باربر مع أنه ربما لم يفهم أنه لا ينبغي له استبدالها.

وفي منتصف فبراير/شباط قدم النحاتون الثلاثة رسومات التصميم وفي 23 فبراير/شباط التقوا مع وولي في نيويورك حتى يتمكن الفنانون من تقديم عروض العمل له والإجابة على أسئلته. بعد المناقشات بين وولي وماكادو أُخطر وينمان في 28 فبراير/شباط بأنه اختيرت خمسة من رسوماته للعملة المعدنية من فئة العشرة سنتات ونصف الدولار وظهر الربع دولار. وفي اليوم نفسه كتب وولي إلى ماكنيل ليخبره أنه سوف ينحت الوجه الأمامي للربع وكتب إلى بولاسيك ليخبره بعدم نجاحه. ثم أقنع أعضاء اللجنة وولي بأنه لا ينبغي إسناد الكثير إلى فنان واحد وسمح لماكنيل بتصميم جانبيّ الربع بشرط أن يقدم النحات تصميمًا يرضي وولي.
في 3 مارس قاموا بالإعلان عن العملات الجديدة علنًا حيث أشارت وزارة الخزانة إلى أنه "يجب تغيير تصميمات هذه العملات بموجب القانون كل 25 عامًا وتنتهي فترة الـ 25 عامًا الحالية في عام 1916." وأشار البيان الصحفي إلى أن وزارة الخزانة تأمل أن يبدأ إنتاج العملات الجديدة في غضون شهرين تقريبًا بمجرد الانتهاء من التصميمات. في نفس اليوم كتب وولي إلى منت إنغرافر باربر وأخبره أن رسوماته قد رُفضت وأن النماذج من وينمان وماكنيل ستصل إلى دار سك العملة في فيلادلفيا في موعد أقصاه الأول من مايو فوفقًا لمؤرخ العملات والتر برين أصبح باربر "عابسًا وغير متعاون تمامًا". يلاحظ لانج أن "التأخيرات العديدة واجهها الفنانون أثناء صقل نماذجهم مع تجنبهم في الوقت نفسه العقبات التي وضعها باربر في طريقهم. ومع أن ملاحظاته بشأن العديد من جوانب سك العملة العملية كانت دقيقة للغاية إلا أنه كان من الممكن تقديمها بطريقة بناءة أكثر." في كتابه عن عملات العشرة سنتات الزئبق يلاحظ لانج أن باربر الذي كان قد بلغ من العمر آنذاك 75،"أُجبر على مدى السنوات العشر الماضية على المشاركة في التراجع المنهجي عن إنجازات العمر"، كان عليه أن يشارك في العملية التي أسفرت عن استبدال العملات المعدنية التي صممها الآخرون بالعملات التي صممها هو.
مع القطع الجديدة كان من المفترض أن تشهد جميع العملات الأمريكية تغييرًا حديثًا في التصميم (لم يكن دولار مورجان يُسك في ذلك الوقت). وفقًا لعمود نُشر في مجلة ذا آرت وورلد في وقت لاحق من عام 1916:
منذ ذلك اليوم [القرن التاسع عشر] شهدنا تطورًا فنيًا كبيرًا في سكّ عملاتنا. واستُخدم نحاتون ذوو سمعة طيبة وحققوا نتائج باهرة... والآن سنحصل على نصف دولار جديد وعشرة سنتات جديدة من تصميم واينمان وربع دولار جديد من تصميم ماكنيل. [ك‍]. وبوجه عام عند النظر إلى الأمر الآن يبدو الأمر إنجازًا لا يصدق.

## التصميم

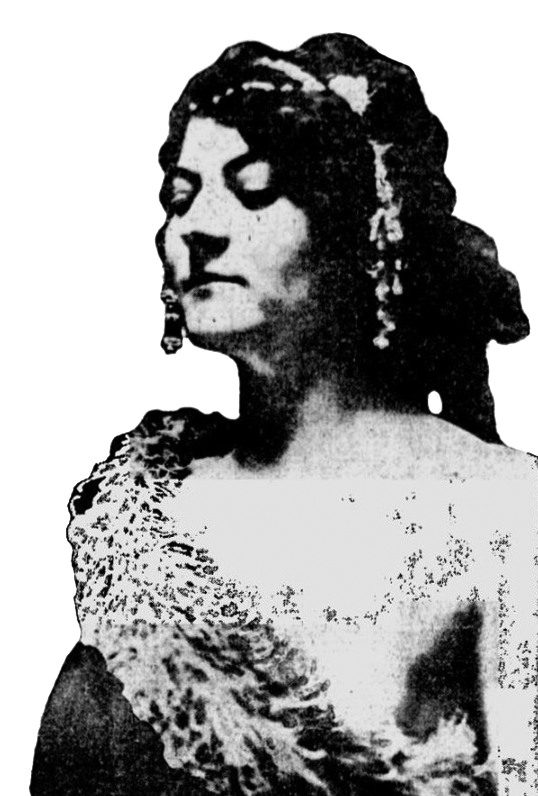
دوريس دوشر المعروفة باسم "الفتاة في الحي"

إن هوية النموذج الموجود على وجه الربع غير مؤكدة. في وقت مبكر من شهر مايو عام 1917 أبلغ عن أن النموذج لتصوير الحرية هو دوريس دوشير والتي أصبحت فيما بعد ممثلة أفلام صامتة تحت اسم دوريس دوري. وقد قبل هذا لسنوات عديدة. واشتهرت دوشير بلقب "الفتاة في الحي"؛ وتوفيت في عام 1970 عن عمر يناهز 88 عامًا. في عام 1972 وبعد ربع قرن من وفاة ماكنيل ذكرت الصحف أن النموذج الحقيقي كان الممثلة برودواي إيرين ماكدويل التي كانت تبلغ من العمر 92 عاماً آنذاك (توفيت في العام التالي) وقيل إن اسمها أخفي لأن زوجها (أحد شركاء ماكنيل في لعبة التنس) لم يوافق. وفي مقال في طبعة ديسمبر 2003 من مجلة ذا نوميسماتست اقترح تيموثي ب. بنفورد جونيور أن الخداع المفترض كان لخداع زوجة ماكنيل التي رأت في ماكدويل منافسًا رومانسيًا محتملاً. في عام 1982 صرح أرمل دوشير أنه مع ادعاء ماكدويل فإن زوجته كانت قد تقدمت بطلب للحصول على الربع.
قدم ماكنيل تصميمين للوجه الأمامي أحدهما ناجح والآخر يظهر الحرية واقفة متجهة إلى اليمين والذي أعاد تقديمه لاحقًا في شكل معدّل في مسابقة تصميم دولار السلام عام 1921 ولكنه لم ينجح مرة أخرى. في التصميم المرفوض تميل ليبرتي ماكنيل إلى الأمام وغصن الزيتون ممتد في يدها اليسرى لكن يدها اليمنى تمسك بمقبض سيف عريض. وفقًا لبورديت كان الهدف من التصميم إرسال رسالة إلى المتحاربين في الحرب العالمية الأولى مفادها أن أمريكا تريد السلام لكنها مستعدة للقتال.
الوجه الأمامي المقبول لعملة ماكنيل أقل عسكرية إلى حد ما حيث يواجه تمثال الحرية الخاص به يمين المشاهد (الشرق الشعاري) في اتجاه الحرب الأوروبية ويواجه درعها ذلك الاتجاه أيضًا. وهي تحمل غصن الزيتون وهي تسير عبر بوابة في جدار مكتوب عليه "نحن نثق في الله" حيث يأخذ الحرف "U" في كلمة "ثقة" شكل حرف V. صرح ماكنيل أن الوجه الأمامي للعملة يصور ليبرتي "تتقدم للأمام في ..." والدفاع عن السلام هو هدفها النهائي". وفقًا لمؤرخ الفن كورنيليوس فيرمول "تُقدم الحرية على أنها أثينا في جملونات البارثينون وهي امرأة قوية تخطو للأمام" ويذكر أنه باستثناء النجوم والخطوط الموجودة على درعها "فإن كل شيء آخر في هذه الأمازون يذكرنا بالنحت اليوناني في الفترة بين فيدياس إلى براكسيتيليس 450 إلى 350. BC." استخدمت ليبرتي من تصميم ماكنيل كأول شعار لشركة كولومبيا بيكتشرز كوربوريشن من عام 1924 حتى عام 1927، مع إعطائه شعرًا أطول.
اقترح فيرمول أن النسر الطائر الموجود على الوجه الخلفي هو ببساطة دولار جوبريشت لعام 1836 والذي يظهر وهو يطير من اليسار إلى اليمين بدلاً من الاتجاه المعاكس كما هو الحال في القطعة السابقة. وقد أشاد بتغيير العملة إلى الوجه الآخر في عام 1917 معتقدًا أن ذلك جعلها أقل ازدحامًا. وقد لاحظ فيرمول أن الوجه الخلفي يمثل بداية النهاية (على الأقل في تلك الحقبة) للتصوير الطبيعي للنسور على العملات المعدنية الأمريكية مشيرًا في عام 1970 إلى أن العملات التي صدرت بعد عام 1921 كانت تميل إلى تقديم مظهر شعار النبالة بدلاً من ذلك.

## التحضير

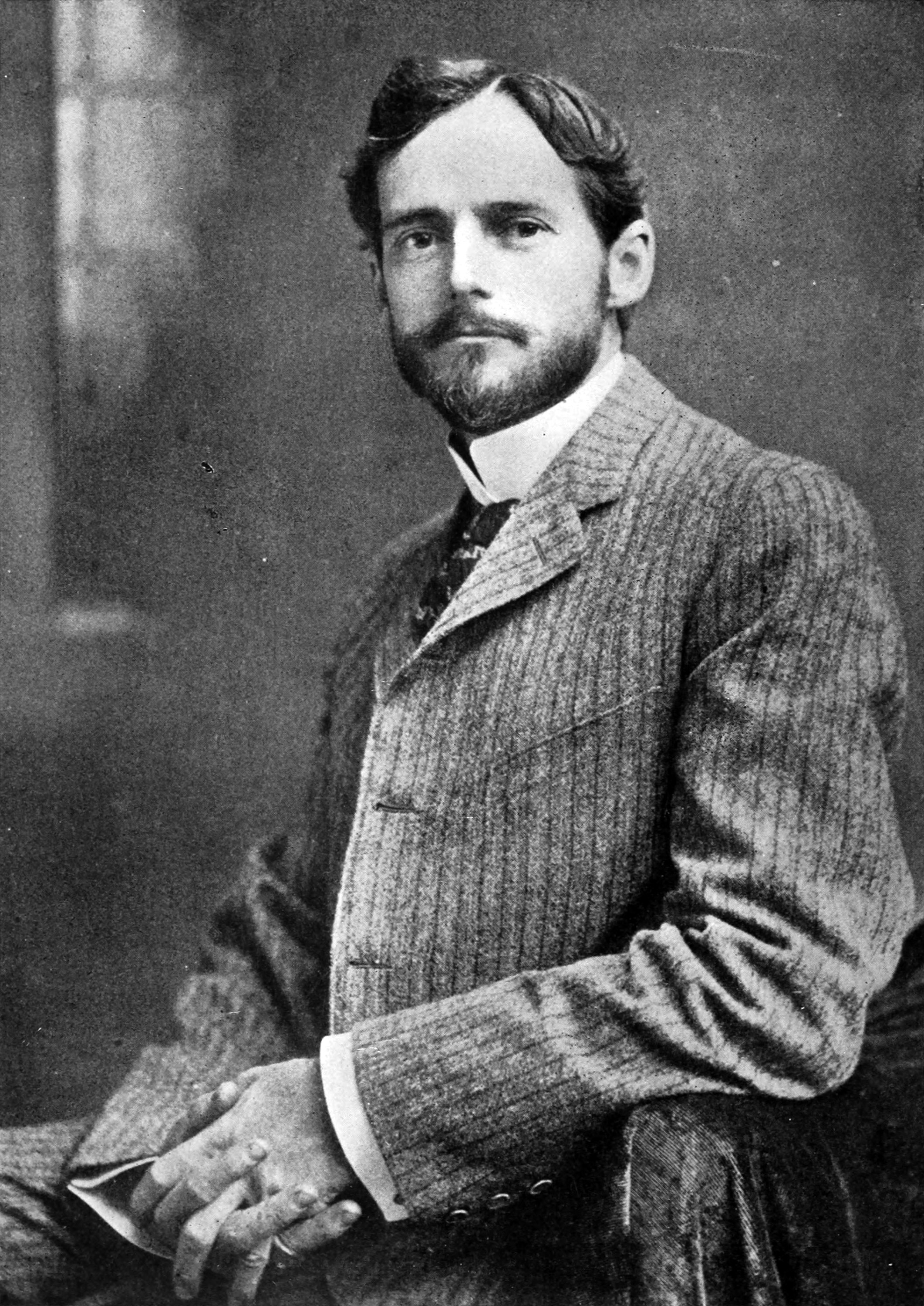
هيرمون أتكنز ماكنيل

في رسالة إلى وولي وعد ماكنيل "بمحاولة إنتاج شيء يكون مفيدًا لك". وقد حصل النحات على ظهر العملة المعدنية مؤقتًا فقط وقد أعد سلسلة من الدراسات للوجه الخلفي لإظهاره لوولي عندما زار مرسمه في كوليدج بوينت ‏ في نيويورك. في ذلك الوقت اختار وولي وجهًا عكسيًا مشابهًا للوجه الذي صك في النهاية والذي يظهر نسرًا في حالة طيران وأجنحته ممتدة وموضحة بالكامل تقريباً. تضمنت التصميمات الأخرى التي عُرضت على وولي تصميمات نسر مماثلة ولكن من زوايا مختلفة.
وكان الجدول الزمني الأصلي للدار يتطلب من مصممي العملات الثلاث الجديدة استكمال نماذجهم بحلول 15 أبريل/نيسان 1916. ومن شأن هذا أن يسمح ببدء إنتاج القطع الجديدة في الأول من يوليو/تموز تقريباً. ومع ذلك سارعت دار سك العملة إلى تعديل الموعد النهائي لتقديم الطلبات إلى الأول من مايو/أيار. وقد ثبت أن هذا القرار متفائل حيث لم يقدم ماكنيل نماذجه في شكل قوالب برونزية حتى 18 مايو/أيار. ومع ذلك كان أسرع من وينمان الذي لم يرسل آخر عملاته المعدنية إلى دار سك العملة حتى السادس من يونيو. ووافق وولي رسميًا على تصميمات الربع برسالة مؤرخة 23 مايو 1916. ومع التأخيرات حاولت الدار الالتزام بتاريخ البدء في الأول من يوليو.

في 21 يونيو كتب وولي إلى المشرف جويس:
لا توجد سجلات معروفة لاعتراضات وولي على وجه الربع لكن المؤلف المتخصص في علم العملات روجر بيرديت يشير إلى أن قلقه الرئيسي كان أنه عندما سكت العملات المعدنية ذات النمط التجريبي في يونيو كان الوجه غير واضح، مما جعل حتى العملات المعدنية الجديدة تبدو مهترئة. وقد حصل ماكنيل على إذن للقيام بمزيد من العمل على تصميمه من قبل وولي في أواخر يونيو وفي منتصف أغسطس سلم وجهًا منقحًا مختلفًا في التفاصيل عن الأصل. وقد عرض عبارة "نحن نثق في الله" على الحزام الذي تحمله ليبرتي كما أحاطت سلسلة معقدة من الزخارف بالتصميم وكان هناك دولفينان يرمزان للمحيط الأطلسي والمحيط الهادئ مستلقيين عند قدمي ليبرتي. وكان درع الحرية يحمل صورة نسر وليس النجوم والأشرطة. ووافق وزير الخزانة ماكادو على الفور على التغييرات في التصميم وبدأ العمل بها في 19 أغسطس.

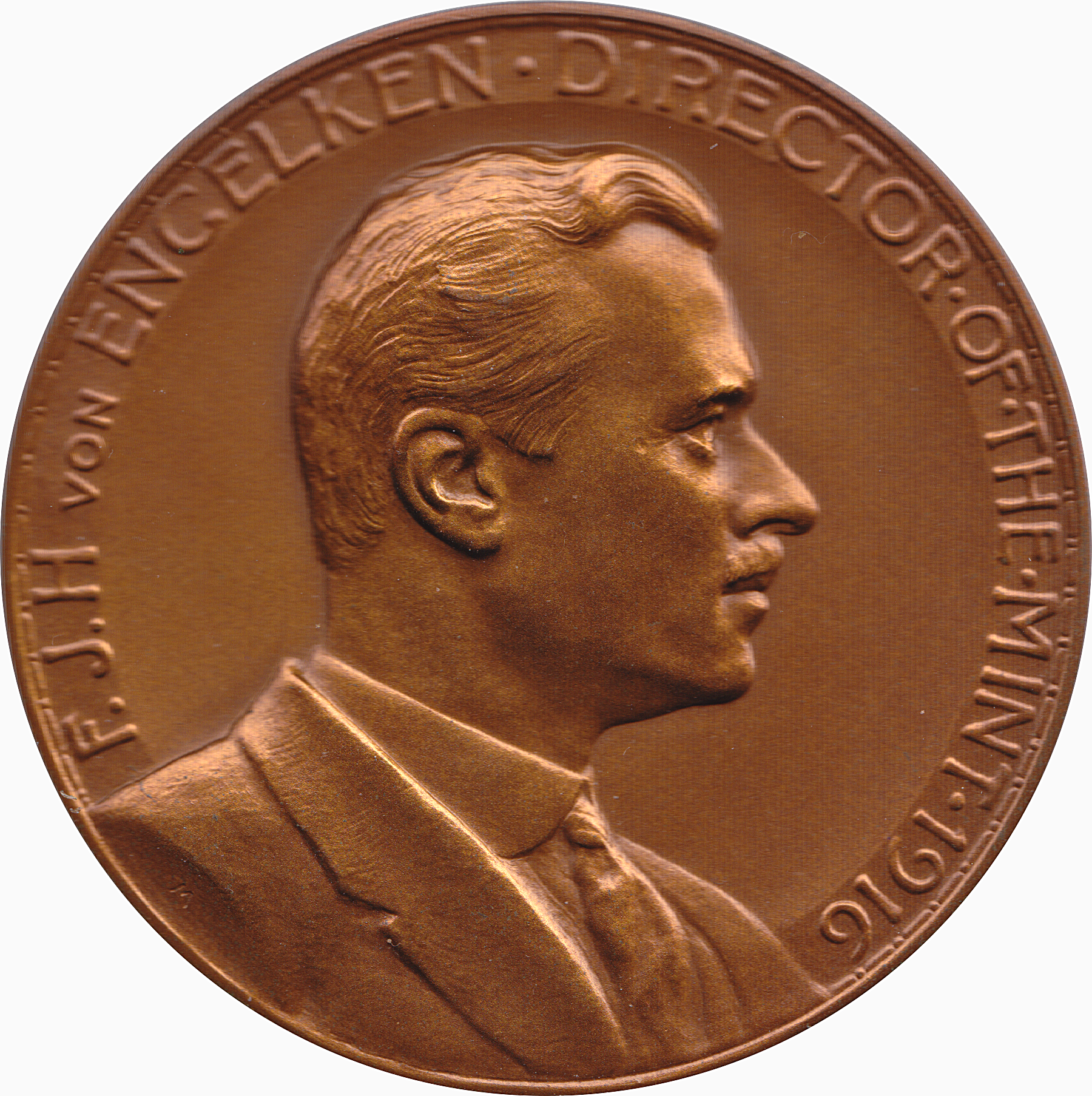
مدير دار سك العملة فريدريش يوهانس هوغو فون إنجلكين. كانت هناك مشاكل مع ربع العملة المعدنية ستاندينغ ليبرتي طوال فترة توليه منصب مدير دار سك العملة لمدة ستة أشهر. يظهر ذلك على ميدالية دار سك العملة التي صممها جورج تي مورجان.

في 18 يوليو كتب وولي إلى أحد الباحثين في علم العملات أن العملات الجديدة سوف تبدأ في الضرب في حوالي الأول من سبتمبر. وبحلول وقت تلك الرسالة كان قد استقال من منصبه كمدير للدار ليصبح رئيسًا للدعاية لحملة إعادة انتخاب الرئيس ويلسون؛ وأصبح فريد إتش تشافين مديرًا بالنيابة. في 18 أغسطس رشح ويلسون خليفة وولي فريدريش يوهانس هوغو فون إنجيلكين الذي أكد تعيينه مجلس الشيوخ على الفور. وكان من المفترض أن ينصب فون إنجيلكين في الحادي والعشرين من الشهر؛ ولكن تأجل أداء اليمين حتى الأول من سبتمبر بسبب فشل الرئيس ويلسون في التوقيع على تكليفه. كان أحد أول أعمال فون إنجلكن كمدير للدار هو إبلاغ ماكنيل بقبول ماكادو لتغييرات التصميم وإخباره أنه يستطيع وضع حرفه الأول (حرف "أم" صغير) على العملة؛ ويظهر على الحائط على يمين الدرجتين المنخفضتين اللتين تنزل منهما ليبرتي. صُنّعت القوالب البرونزية بواسطة شركة ميداليك آرت كومبني؛ وفي السادس من سبتمبر كتب ماكنيل إلى فون إنجلكن أنها ستُشحن قريبًا إلى دار سك العملة في فيلادلفيا.
بحلول هذا الوقت واجهت دار سك العملة صعوبات كبيرة في البدء في إنتاج كل من العملة المعدنية من فئة العشرة سنتات ونصف الدولار. وعلى أمل تجنب مشاكل مماثلة مع الربع قرر مسؤولو دار سك العملة إعادة النظر في تصميمات ماكنيل ومن ثم تعديلها. سك عدد من العملات المعدنية ذات الأنماط وقرر فون إنجيلكين التخلي عن نسخة الدلافين. ثم بحلول منتصف شهر أكتوبر سكت أنماط بنسخة معدلة من الوجه الأصلي لعملة ماكنيل. وعلى الجانب الآخر خُفض النسر في مكانه واستبدل زوج من أغصان الزيتون التي كانت تحيط بالنسر بالنجوم. فوفقًا لبورديت بناء على إجراء تغييرات كبيرة في التصميم دون استشارة المصمم قام مسؤولو دار سك العملة: "بتكرار إصدارات التصميم التي رفضها ماكنيل بالفعل وإهدار وقت الحكومة وتنفير أحد أفضل النحاتين في البلاد وتشويه الإبداع الفني بشكل صارخ".
ماكنيل الذي لم يكن لديه أي فكرة عن أن دار سك العملة كانت تغير تصميماته طلب الإذن بزيارة دار سك العملة في 24 أكتوبر لمناقشة تحويل نماذجه المعتمدة إلى عملات معدنية فعلية. ورفض تشافين (الذي عمل لفترة وجيزة كمخرج بالنيابة في غياب فون إنجلكين) دفع تكاليف رحلته ولم يأت ماكنيل. وفقًا لبورديت "وفر هذا الإجراء للحكومة أقل من 20 دولارًا في أكتوبر ولكن ربما كلف أضعاف هذا المبلغ قبل قبول تصميم الربع المنقح في العام التالي". وقد شاهد فون إنجلكين عينات من العملات المعدنية في ذلك الوقت تقريبًا. واعترض على وجود ورقتي غصن الزيتون على الوجه الأمامي تقعان في زاوية الحرف "أل" في كلمة "ليبرتي" وطلب إزالتهما؛ وقد نُفذ ذلك. وبعد ذلك التقى مدير دار سك العملة مع السكرتير ماكادو لمعاينة العملات المعدنية التي سكت من القوالب المعدلة. وشعر ماكادو أن شخصية الحرية كانت غامضة لكن فون إنجلكين أقنعه بأنه لا يمكن تغييرها دون تأخير كبير. لقد قرروا أن دار سك العملة يمكنها أن تجعل الدرع أكثر وضوحًا ووافقوا على التصميم مع تلك التعليمات. ولأنه شعر باستحالة إجراء التغيير في الوقت المناسب لضرب العملات المعدنية في عام 1916 أصدر فون إنجلكن تعليماته لجويس بأنه ابتداءً من عام 1917 ينبغي شحذ شكل الحرية. وبحلول الوقت الذي صنعت فيه القوالب أخيرًا كان عام 1916 قد انتهى تقريبًا ولم يسك سوى 52000 ربع دولار فقط. كان ذلك كدليل على أن تصميم باربر قد استبدل في العام الخامس والعشرين كما اعتقد مسؤولو دار سك العملة أن ذلك المطلوب.

## التعديل

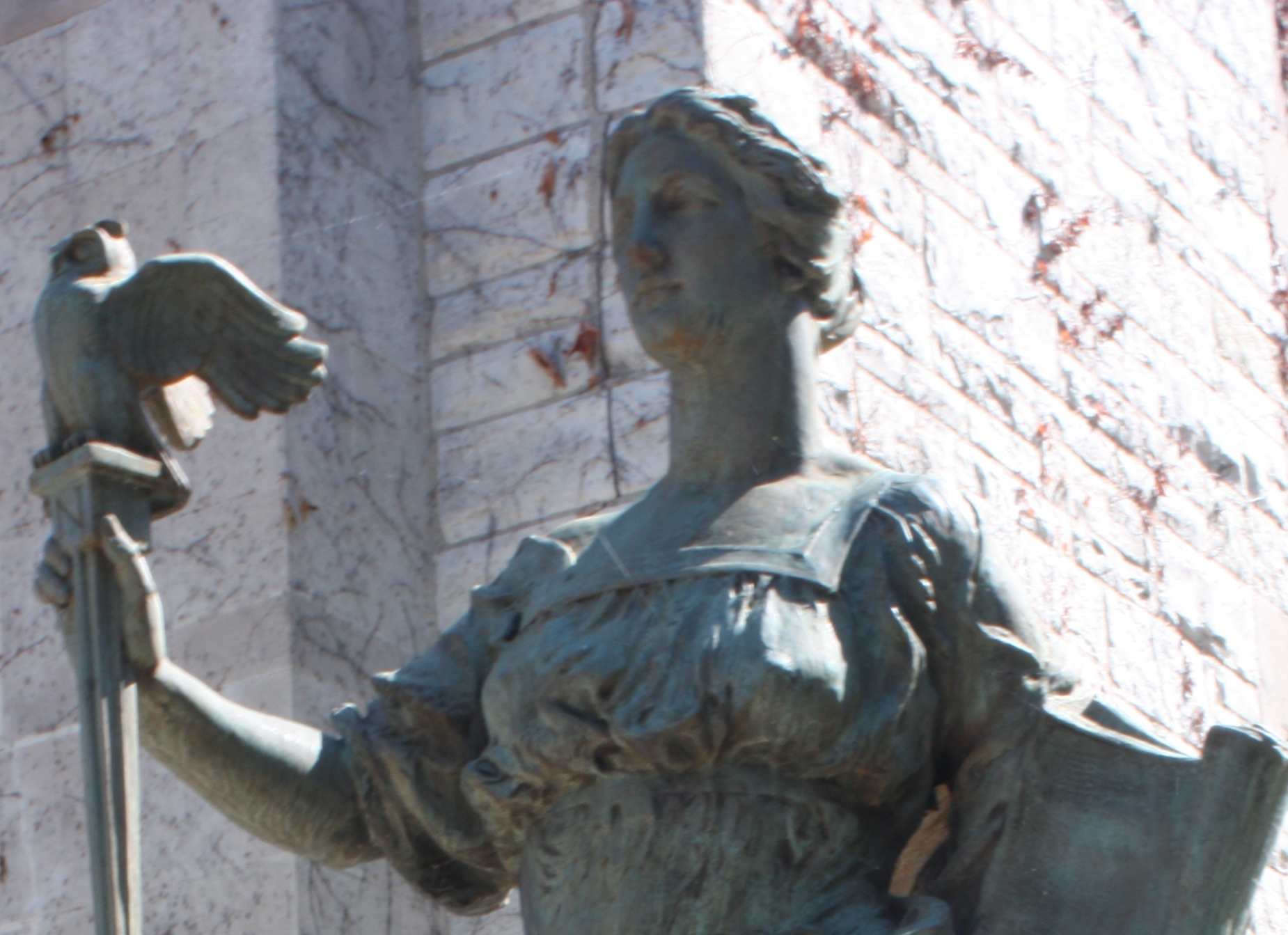
يحمل تمثال ماكنيل "التطور الفكري" (التفاصيل موضحة) زيًا مشابهًا لتمثال الحرية الموجود في ربع الحرية الدائم.

طوال أواخر عام 1916 كانت دار سك العملة مشغولة بشكل مكثف أولاً بشحذ التصميم الذي سيستخدم في عام 1917 ثم في التحضير على نطاق واسع للقوالب لبدء ضرب الأرباع الجديدة على نطاق واسع بمجرد بدء العام الجديد. كان الطلب على العملات المعدنية الصغيرة كبيرًا: كان مسؤولو دار سك العملة يأملون ألا يسكوا أي قطعة من عملات باربر في عام 1916 ولكن في النهاية اضطروا إلى القيام بذلك بكميات كبيرة لتلبية الحاجة. وبمجرد سك العملات الجديدة وخوفًا من تخزين القطع الجديدة (وخاصة العملة المعدنية منخفضة السك لعام 1916) أصدر فون إنجلكن تعليماته بعدم إصدار أي قطعة دون أمره. ومع ذلك كانت كميات صغيرة من العملات الجديدة متاحة للمسؤولين وعلماء العملات البارزين. قرأ ماكنيل الذي لم يسمع من دار سك العملة أي شيء عن عملاته المعدنية منذ القبول الرسمي لتصميمه على شكل دولفين، في الصحيفة في أوائل يناير/كانون الثاني أن دار سك العملة بدأت في إخراج أموالها. وكتب إلى فون إنجيلكين في 6 يناير مرفقًا به حوالة بريدية بقيمة 5 دولارات، وأُرسلت إليه 20 قطعة جديدة. وبعد أن رأى ماكنيل ما فعلته دار سك العملة بتصميماته، كتب مرة أخرى إلى فون إنجلكن منتقدًا الطبيعة الفنية للتغييرات بعبارات قوية لدرجة أن مدير دار سك العملة واصل حظره لإصدار العملات المعدنية. وأشار النحات على سبيل المثال إلى أن الوضع المنخفض للنسر جعله يبدو وكأنه على وشك الهبوط، حيث كانت مخالبه في وضع لا يُفترض إلا في المرتفعات العالية. وكان فون إنجيلكين يخشى من أنه في حال أصبحت اعتراضات النحات علنية ولم يقوموا بتناولها فإن دار سك العملة سوف تتعرض للسخرية. قام ماكنيل بزيارة دار سك العملة في فيلادلفيا وقسم النقش التابع لها في 10 يناير. ولا توجد سجلات موجودة لزيارته لكن فون إنجلكن اتصل هاتفياً من واشنطن إلى فيلادلفيا في نفس اليوم للتأكد من أن المقر الجديد لم يغادر دار سك العملة.
بعد تلقي رسالة ماكنيل أجرى فون إنجلكن مشاورات مع النحات وعضو لجنة الفنون الجميلة هربرت آدامز ومع رئيس اللجنة تشارلز مور. واتفق فون إنجيلكين على أن تصميم الحي يمكن تعديله لتلبية رغبات ماكنيل. ومع أنه لا يُعرف عن وجود أي مراسلات يبدو أن مدير دار سك العملة والنحات تحدثا عبر الهاتف على مدى الأيام القليلة التالية، ففي 17 يناير/كانون الثاني أرسل فون إنجيلكين رسالة إلى السكرتير ماكادو يطلب فيها السماح لماكنيل بتعديل التصميم. واستدعى ماكادو ماكنيل إلى واشنطن لحضور اجتماع ثم أمر فون إنجلكين بتزويد ماكنيل بكل المرافق والمساعدة التي قد يحتاج إليها في دار سك العملة في فيلادلفيا - وكان فون إنجلكين ينوي أن يعاد التصميم على نفقة النحات. في 17 يناير أصدرت دار سك العملة أول أرباع عملة ستاندينغ ليبرتي المؤرخة في عامي 1916 و1917 للتداول. في 30 يناير 1917 أصدر فون إنجلكن تعليماته إلى جويس بمنح ماكنيل جميع التسهيلات وأخبر مدير دار سك العملة "أن يتأكد من أن السيد باربر يحتفظ باعتراضاته لنفسه أثناء وجود السيد ماكنيل هناك". عين جورج تي مورجان الذي عمل تحت قيادة باربر طوال فترة عمل النقاش البالغة 37 عامًا لمساعدة ماكنيل.
كان ماكنيل يأمل في أخذ ما اعتبره أفضل العناصر من النسختين الأماميتين اللتين قبلتهما دار سك العملة في العام السابق. ستؤخذ شخصية الحرية من النسخة الثانية؛ وجميع العناصر الأخرى ستأتي من النسخة الأولى. لم يكن من الممكن إجراء أي تغيير على صدر ليبرتي العاري الأيمن لكن الدلافين لم تتمكن من استعادة مكانها. ومع ذلك أثبت مورغان عدم قدرته في ضوء تكنولوجيا النقش في ذلك الوقت على الجمع بين الوجهين، مما يعني أنه كان يتعين على ماكنيل إعادة صنع العملة بالكامل. ونسخته الجديدة التي اكتملت في منتصف فبراير غطت لأول مرة صدر ليبرتي، وأعطتها قميصًا بريديًا متسلسلًا. ويشير بورديت إلى أن هذا التغيير لم يكن غير عادي بالنسبة لماكنيل الذي كان يرتدي بشكل متزايد ملابس تغطي صدورهن كما حدث مع تمثاله "التطور الفكري" الذي نحته في ذلك الوقت تقريبًا، كما عكس أيضًا تدهور الوضع الدولي في فبراير 1917 مع تحرك الولايات المتحدة نحو الحرب مع ألمانيا. وشهد الوجه الخلفي تعديلات على النسر الذي رفع في مكانه على العملة؛ حيث وضعت ثلاثة من النجوم الثلاثة عشر الموجودة على الوجه الخلفي بين الطائر وكلمات "ربع دولار". كما أزيلت النقطة بين كلمة "ربع دولار" وبين كلمة "الولايات المتحدة".
وقد أدى إعادة تصميم الوجه الأمامي للعملة إلى ظهور أسطورة مستمرة مفادها أن الصدر كان مغطى من باب الحيطة والحذر أو استجابة لاحتجاجات عامة. صرح برين أنه: "من خلال جمعيتهم لقمع الرذيلة بدأ حراس الحياء على الفور في ممارسة الضغط السياسي على وزارة الخزانة لإلغاء الترخيص لهذه العملات "غير الأخلاقية"". ويؤكد رون جوث وجيف جاريت في كتابهما عن العملات المعدنية الأمريكية حسب النوع أن إخفاء عملة ليبرتي كان "تغييرًا لم يصرح به ماكنيل أبدًا". يعترف مؤرخ العملات ديفيد لانج بأنه لا يوجد دليل على احتجاج من جانب الجمهور لكنه يشير إلى أن قرار تغيير العملة "كان على الأرجح مدفوعًا باعتراضات من وزارة الخزانة". أشار عالم العملات راي يونغ في مقاله المنشور عام ١٩٧٩ في مجلة "كوينز" حول هذا الربع إلى أن إعادة التصميم "جاءت من الرمزية. فإذا كانت الحرية ستواجه أعدائها فعليها أن تفعل ذلك وهي محمية بالكامل- [ك‍?]مقالات قد تحوي أخطاء انتساخ - لا "عارية أمام أعدائها". وبذلك ربما كان للحرب علاقة أكبر بهذا التغيير من أي "سخط شعبي" مزعوم. "

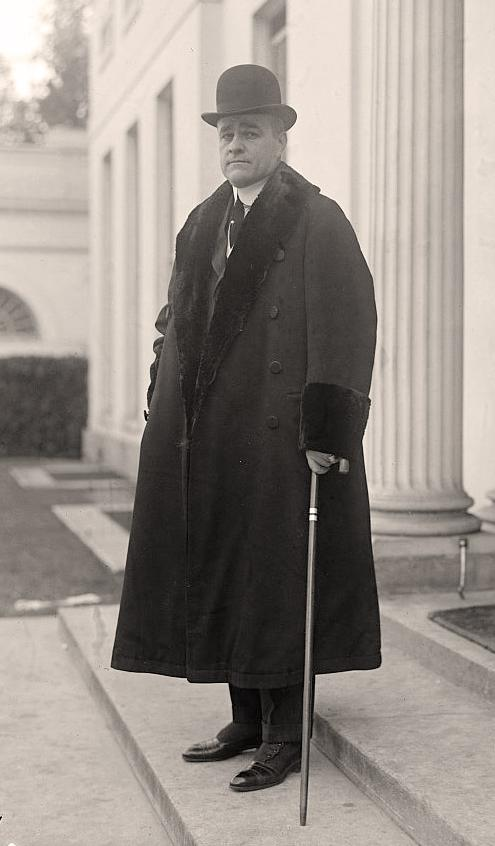
مدير سك العملة رايموند ت. بيكر

كان فون إنجيلكين يرغب في أن يكون رئيسًا لبنك الأراضي الفيدرالي للمنطقة الثالثة. وعُين في هذا المنصب في 8 فبراير 1917 لكنه ظل مديرًا للدار حتى 20 فبراير؛ ورشح خليفته ريموند ت. بيكر في 10 فبراير. توقفت أعمال البناء في الحي الجديد لفترة وجيزة بسبب وفاة كبير النقاشين باربر عن عمر يناهز 77 عامًا في 18 فبراير. حيث كانت أحد الإجراءات الأخيرة التي اتخذها فون إنجلكن في منصبه هو التوصية بتعيين خليفة باربر مورجان الذي رشحه ويلسون لاحقًا وأكده مجلس الشيوخ.
عند توليه منصبه في فبراير 1917 اطلع بيكر على إعادة تصميم الربع. وبعد التشاور مع مسؤولين آخرين في وزارة الخزانة قرر أن إعادة التصميم ستكون انتهاكا لقانون عام 1890 وستتطلب التشريع من الكونجرس. ووافق ماكادو على هذا الرأي وكتب إلى الممثل ويليام أ. أشبروك (ديمقراطي - أوهايو) في 16 أبريل 1917. ولم يكن أشبروك رئيسًا للجنة مجلس النواب المعنية بالعملات والأوزان والمقاييس فحسب بل كان أيضًا جامعًا مشهورًا للعملات المعدنية. وقد أوضح ماكادو الحاجة إلى إعادة التصميم: "منذ أن صنعت القوالب الأصلية وجد الفنان أنها لا تتوافق مع التصميم الأصلي وأنه يمكن إجراء تحسين كبير في القيمة الفنية ومظهر العملة من خلال إجراء التغييرات الطفيفة التي يتأملها العمل".
نوقش التشريع الذي يسمح بالتغيير في مجلس الشيوخ في 30 أبريل 1917؛ حيث ذكر عضو مجلس الشيوخ عن ولاية أوكلاهوما روبرت إل أوين أن التغيير كان ضروريًا لأن العملات المعدنية لن تتراكم. ثم اشتكى السيناتور عن ولاية وايومنغ فرانسيس إي وارن من أن دار سك العملة كانت بحاجة إلى تشريع لتعديل تصميمات العملات المعدنية في الماضي، وسيكون الأمر أسهل إذا عمل المسؤولون على ضمان تكديس العملات المعدنية قبل طرحها للتداول. ومع ذلك مرر مشروع القانون. وقد أثيرت هذه المسألة في مجلس النواب في 25 يونيو/حزيران برئاسة النائب أشبروك الذي أخبر زملاءه أن التصميم الصادر لا يتوافق مع مفهوم الفنان، وأن العملات المعدنية لن تتكدس بشكل جيد. كما ركز النقاش في مجلس النواب على حقيقة أن التشريع أعطى دار سك العملة حتى يوليو 1918 لإجراء التغيير حيث ذكر آشبروك أن دار سك العملة بعد إعداد التصميم الجديد، كانت تنتظر فقط تمرير مشروع القانون لبدء الإنتاج. وقد اقترح أحد أعضاء الكونجرس تعديلاً لتغيير التاريخ إلى عام 1917 وتحدث آخرون لصالح ذلك ولكنهم تراجعوا عندما أدركوا أن إجراء التغيير سوف يتطلب من مجلس الشيوخ التحرك مرة أخرى. وقد أقر مجلس النواب مشروع القانون وأصبح قانونًا في 9 يوليو 1917. أما في أغسطس فقد كتب ماكنيل إلى جويس يطلب عينات من العملة المنقحة ويعرب عن سعادته بأنها سُكّت وفقًا لتصميمه.

## الإنتاج والتجميع

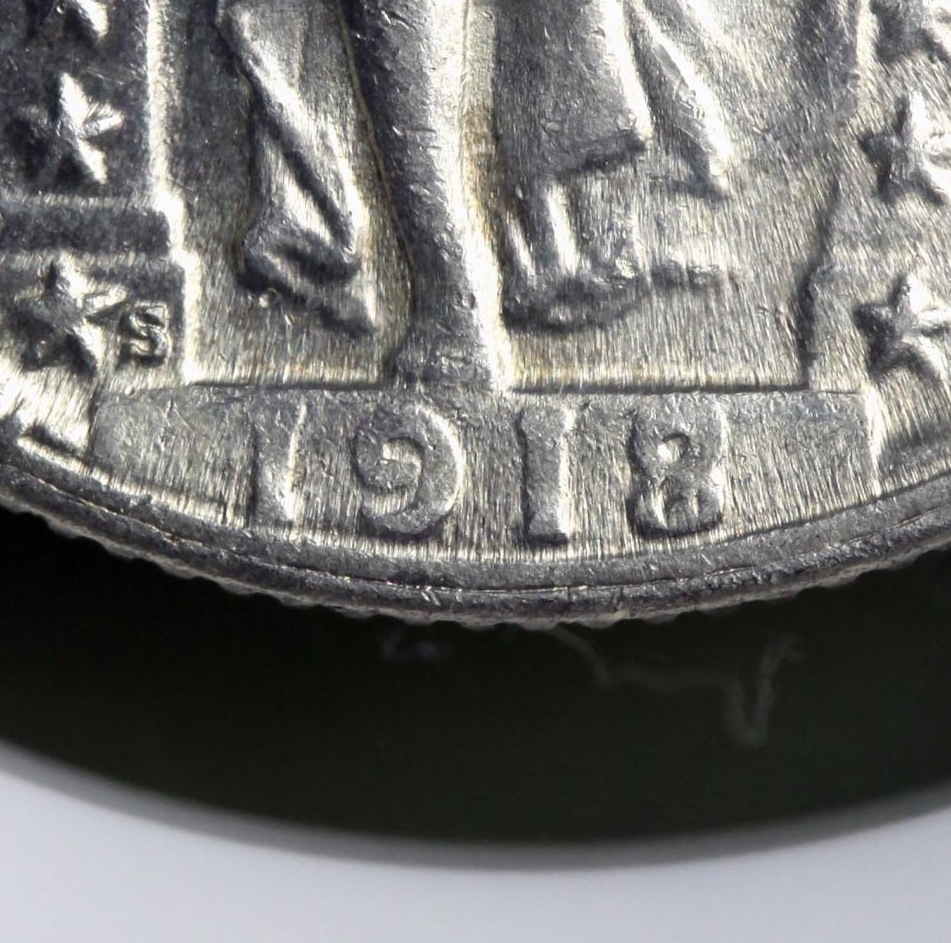
تفاصيل الربع 1918/7-أس

سك ربع الدولار من فئة ستاندينغ ليبرتي في دار سك العملة في فيلادلفيا من عام 1916 إلى عام 1930 باستثناء عام 1922 فقط عندما لم تسك أي دولارات من فئة 25 دولار في أي دار سك عملة. قاموا بإنتاجه بشكل أقل انتظامًا في دنفر وسان فرانسيسكو بدءًا من عام 1917. حيث يمكن العثور على علامة دار سك العملة "D" لمدينة دنفر أو "S" لسان فرانسيسكو في قاعدة الجدار على يسار قدم ليبرتي المرئية. والتاريخ الرئيسي في السلسلة هو عام 1916 مع سك 52000 قطعة. يعرض في الكتالوج بسعر 3250 دولارًا حتى في حالة جيدة جدًا. إن إصدار عام 1921 من فيلادلفيا وإصدار عام 1923 من سان فرانسيسكو (1923-أس) باهظ الثمن أيضًا حيث تصل التكلفة إلى مئات الدولارات حتى بالنسبة للعملات المصنفة "جيد -4" و"جيد جدًا -8". إن ربع دولار الحرية الواقفة هو العملة الأمريكية الوحيدة التي صدرت بشكل منتظم في القرن العشرين ولم تسك أي عملات معدنية لها. ومع ذلك هناك عدد قليل من الأمثلة النموذجية لإصدار النوع الأول لعام 1917 (أي العملات المعدنية التي سكت في وقت مبكر من عام 1917 قبل أن يقوم ماكنيل بمراجعة التصميم). أفاد برين بوجود ستة منها معروفة وكلها تتميز بتفاصيل مركزية حادة بشكل استثنائي.
وقد كان من الممارسات المتبعة منذ فترة طويلة في دار سك العملة إعادة قطع القوالب غير المستخدمة في نهاية العام لإظهار تاريخ العام التالي. في أثناء القرنين الثامن عشر والتاسع عشر كانت عملية القطع بالقالب صعبة ومكلفة. وبما أن صناعة القوالب أصبحت أرخص وأسهل فقد انقرضت هذه الممارسة إلى حد كبير في مطلع القرن العشرين. ومع ذلك أعيد قطع قالب من النوع 2 لعام 1917-أس لكن لم تستخدمه دار سك العملة في سان فرانسيسكو واستخدم لضرب عدة آلاف من عملات الربع دولار لعام 1918-أس. إن قليلاً من هذه العملات معروفة وتبلغ أسعارها آلافًا قليلة حتى في ظل ظروف التداول الجيدة.

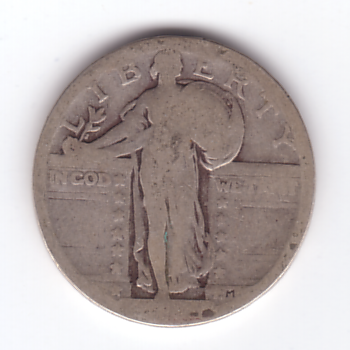
هذا الربع من عملة ستاندينغ ليبرتي مثل العديد من العملات الأخرى التي صدرت قبل عام 1925 فقد تاريخه إلى حد كبير بسبب التداول الواسع النطاق.

بحلول أواخر عام 1924 أدرك مسؤولو دار سك العملة أن هناك مشكلة في تداول هذا الربع من العملة. وعادت العملات المعدنية من فئة الأرباع إلى دار السك وقد تلاشى تاريخها تمامًا. ومع عدم رغبتهم في طلب قانون آخر من الكونجرس اتخذ مسؤولو دار سك العملة الخطوة التي يظهر فيها التاريخ غائرًا في التصميم بدلاً من أن يكون بارزًا منه. وحل هذا التغيير المشكلة؛ ثم أصبحت الأرباع من عام 1925 وما بعده أكثر شيوعًا وأرخص في الدرجات الأدنى لأنها نجت مع تواريخها سليمة. كان هذا الإجراء من بين الإجراءات الأخيرة لقسم النقاش في عهد مورجان الذي توفي في 4 يناير 1925 وخلفه جون ر. سينوك. حيث يعني التعديل أن عملة 1927-أس التي سك منها 396000 نسخة أصبحت أرخص بكثير في الدرجات المتداولة مقارنة بعملة 1923-أس التي سك منها 1360000 نسخة مع أن عملة 1927-أس أغلى في الدرجات غير المتداولة.
لم تنشئ أي أرباع في عام 1931 ولم يكن هناك طلب عليها في التجارة بسبب الكساد. منذ عام 1930 كانت هناك جهود بين أولئك الذين نظموا إحياء الذكرى المئوية الثانية لميلاد جورج واشنطن عام 1732 للسعي إلى إصدار نصف دولار من فئة واشنطن ليكون الإصدار المنتظم لعام 1932. عندما قدم مشروع قانون لإنشاء عملة تذكارية لواشنطن إلى الكونجرس في فبراير 1931 قاموا بتغيير الربع دولار بدلاً من نصف الدولار. في حين لم تسجل أسباب التغيير ثم أصدرت لجنة العملات في مجلس النواب مذكرة تنص على أن "التصميم الجديد سيحل محل النوع الحالي من ربع الدولار" وكان على "فئة شعبية" و"سيحل محل تصميم غير مرضٍ يُصدر الآن". أقر الكونجرس القانون في 4 مارس 1931 وبدأ ضرب ربع واشنطن الجديد في عام 1932 مما أنهى سلسلة ستاندينغ ليبرتي. ومع ذلك ظلت العديد من أرباع عملة ستاندينغ ليبرتي متداولة حتى بدأ الجمهور في تخزين العملات الفضية في عام 1964 مما دفع إلى التحول إلى القطع المعدنية الأساسية.

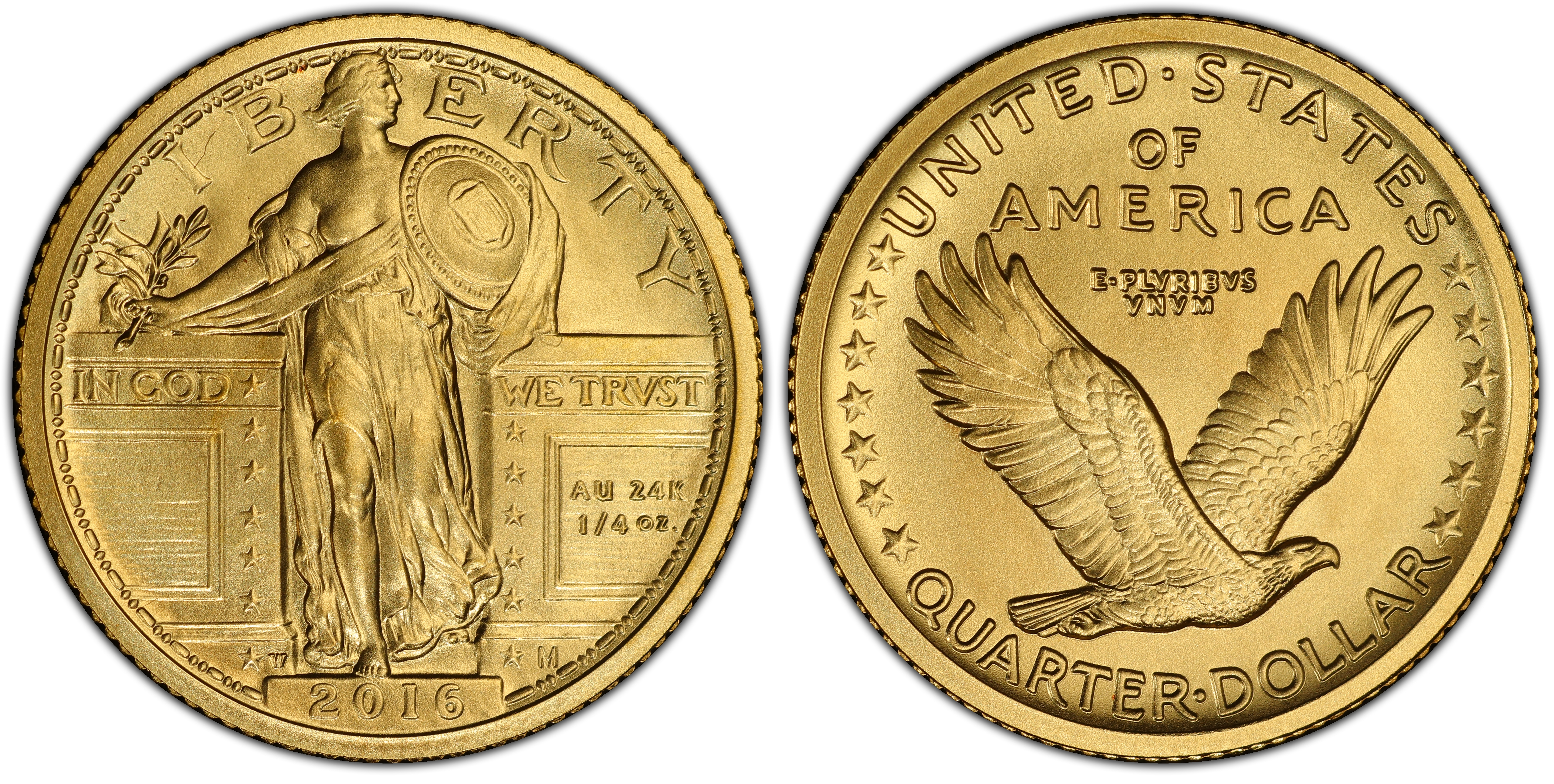
ربع دولار من عملة الحرية الدائمة الذهبية 2016-دبليو

أعلنت دار سك العملة الأمريكية في عام 2015 عن خطط لإعادة سك العملات الثلاث الفضية التي صدرت لأول مرة في عام 1916 لهواة الجمع وذلك من الذهب. وسينقش وزن ودرجة دقة الربع على الوجه الأمامي وعلى هذا فإنها من الناحية الفنية ستكون عملة ذهبية. وكان من المقرر أن يكون الربع هو النموذج الأصلي لعام 1916 مع البريست المكشوف. لم تُسك أكثر من 100000 قطعة في دار سك العملة في ويست بوينت (علامة السك "دبليو" موجودة في نفس موقع جميع العملات المعدنية الأخرى من هذا النوع).

## فهرس
- Bowers، Q. David (2006). A Guide Book of Washington and State Quarters. Atlanta, GA: Whitman Publishing. ISBN:978-0-7948-2059-6.
- Breen، Walter (1988). Walter Breen's Complete Encyclopedia of U.S. and Colonial Coins. New York: Doubleday. ISBN:978-0-385-14207-6.
- Burdette، Roger W. (2005). Renaissance of American Coinage, 1916–1921. Great Falls, VA: Seneca Mill Press. ISBN:978-0-9768986-0-3.
- Cline، J.H. (2007). Standing Liberty Quarters (ط. 4th). Irvine, CA: Zyrus Press Inc. ISBN:978-1-933990-00-2.
- Guth، Ron؛ Garrett، Jeff (2005). United States Coinage: A Study by Type. Atlanta, GA: Whitman Publishing. ISBN:978-0-7948-1782-4.
- Lange، David W. (1993). A Complete Guide Book to Mercury Dimes. Virginia Beach, VA: DLRC Press. ISBN:978-1-880731-17-8.
- Lange، David W. (2006). History of the United States Mint and its Coinage. Atlanta, GA: Whitman Publishing. ISBN:978-0-7948-1972-9.
- Taxay، Don (1983) [1966]. The U.S. Mint and Coinage (ط. reprint). New York: Sanford J. Durst Numismatic Publications. ISBN:978-0-915262-68-7.
- Vermeule، Cornelius (1971). Numismatic Art in America. Cambridge, MA: The Belknap Press of Harvard University Press. ISBN:978-0-674-62840-3.

مصادر أخرى
- "The Administration and its Attitude to Art: The Coinage". The Art World. New York: The Kalon Publishing Company, Inc. ج. 1 ع. 1: 19–20, 74. أكتوبر 1916. JSTOR:25587646.
- Benford، Timothy B. Jr. (ديسمبر 2003). "MacNeil's Liberty: Art or Obscenity?". The Numismatist. Colorado Springs, CO: 32–35.
- Carter، Frank E. (2 يناير 1915). "Don't Want Coin Designs Changed". Michigan Manufacturing and Financial Journal. Detroit: Manufacturers Publishing Company: 16.
- Dolnick، Michael M. (سبتمبر 1954). "Design Changes on the Liberty Standing Quarter". The Numismatist. Colorado Springs, CO: American Numismatic Association: 980–982.
- LaMarre، Tom (أغسطس 2003). "Standing for Liberty". Coins. Iola, WI: Krause Publications: 64.
- Lange، David. "Mercury Dimes. Chapter 1: History of the Mercury Dimes". Virginia Beach, VA: DLRC Press. مؤرشف من الأصل في 2012-08-12. اطلع عليه بتاريخ 2012-02-13.
- "George T. Morgan". نيويورك تايمز. 6 يناير 1925. مؤرشف من الأصل في 2012-11-07. (الاشتراك مطلوب)
- Richardson، William Allen، المحرر (1891). Supplement to the Revised Statutes of the United States. Washington, D.C.: US Government Printing Office. ج. 1. مؤرشف من الأصل في 2023-04-22.
- Young، Ray (يونيو 1979). "MacNeil's "Out-standing" Quarter". Coins. Iola, WI: Krause Publications: 74–76, 78, 80.

## قراءة إضافية
- Kelman، Keith N. (1976). Standing Liberty Quarters. Nashua, NH: International Numismatica.

## روابط خارجية
- ربع دولار أمريكي قائم بذاته حسب السنة والنوع. التاريخ والصور والمزيد.
- برنامج العملات الذهبية المئوية لعام 2016 (الموقع الرسمي)

| سبقه {{{سبقه}}} | ربع الحرية الواقف {{{الأعوام}}} | تبعه {{{تبعه}}} |